# Jávai lövőhal
A jávai lövőhal (Toxotes jaculatrix) a sugarasúszójú halak (Actinopterygii) osztályának sügéralakúak (Perciformes) rendjébe, ezen belül a lövőhalfélék (Toxotidae) családjába tartozó faj.  A Toxotes csontoshal-nem típusfaja.

## Előfordulása
Leginkább Délkelet-Ázsiában él brakkvizekben de Észak-Ausztráliában is élnek egyedei szintén brakkvizekben.

## Megjelenése
Legfeljebb 20-30 centiméter, átlagosan 24 centiméter hosszú. Hátúszója kicsi, nem nagyon látszik, mellúszói enyhén átlátszóak. Farokúszója a testéhez képest kicsi. Hasúszója, ami alig látható, nagyon kicsi és nincs fontos szerepe. Farokalatti úszója nem feltűnő. Ezt az úszót a egyensúly fenntartására használja. Szeme a szájnyílás közelében található, mérete átlagos, viszont pupillája nagy és több fényt képes elnyelni vele. Mivel arca hátrébb kiszélesedő, a szájnál lapított, nem kell annyira elfordulnia ahhoz, hogy egyenesen lásson. Az állkapcsa felfelé ívelt, ami a vadászatot segíti. Oldalvonalrendszere normális felépítésű, mivel elsősorban látását használja a vadászathoz. Pikkelye a hátoldalon feketés színű, a mellúszóhoz és a mellúszó végéhez fekete csík húzódik le. Egy hasonló folt található a farokúszója mögött.

## Viselkedés, táplálék
Rovarokkal táplálkozik. Ezeket különleges módon kapja el; szájába vizet szív és a felfelé nyúló állkapcsával kispricceli a vizet, ami eltalálja a rovart és az beleesik a vízbe. (Az esetek 75%-ában csak az ágat találja el, de ez is éppen elég ahhoz, hogy leessen a rovar az ágról). A rovar eltalálásához a halnak figyelembe kell vennie a fénytörést (a rovar nem ott látszik a víz alól nézve, ahol valójában van), továbbá a gravitációt, mivel a kispriccelt vízsugár nem egyenes vonalban halad, hanem lefelé görbül. Szája és nyelve összekapcsolódva fúvócsövet alkot, a lökőerő a kopoltyúfedelek hirtelen összezáródásától válik erőssé.
Általában nyugodt természetű, rajokban úszik. Édesvízben és sós vízben is megél.

## Szaporodás
Külső megtermékenyítéssel szaporodik.

## Akvárium
Akváriumban nem gyakori. A medence minimum 500 literes, ebben 5-6 hal tartható. Akváriumban ritkán szaporodik. A víz maximum pH értéke; 8-8,3. A víz hőmérséklete 25–30 °C. Keménység 10–20 nk°. Sótartalom 5–20% között megengedett. Várható életkor akváriumban 7-8 év.

## Egyéb érdekesség
Ez a hal természetesen jutott el Ázsiából Ausztráliába. Ezt úgy tette meg hogy a szervezete jól alkalmazkodik a sótartalom változásához, valamint a víz hullámzásához.

## Képek

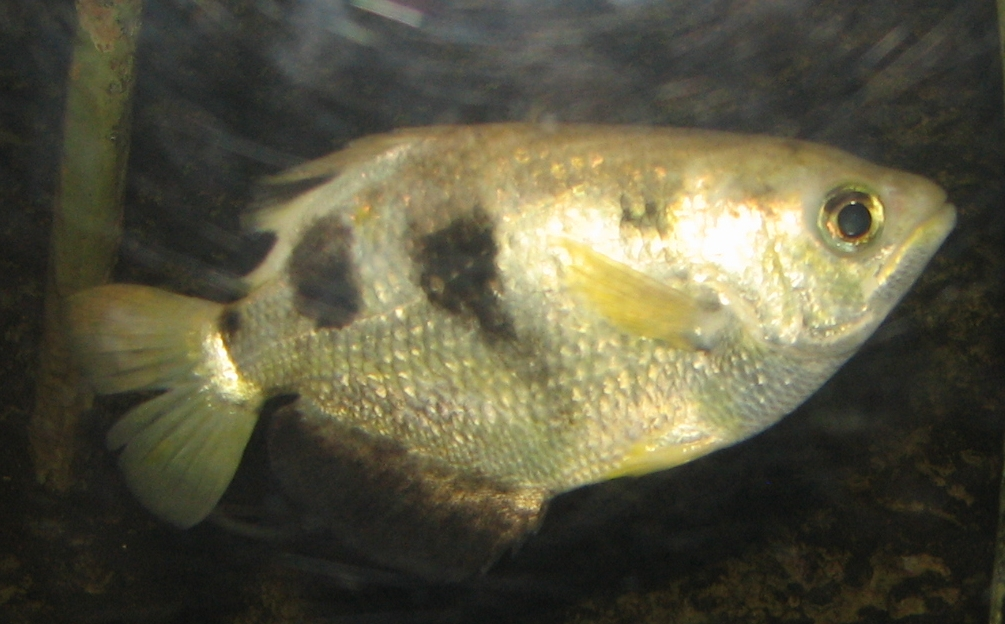
jávai lövőhal
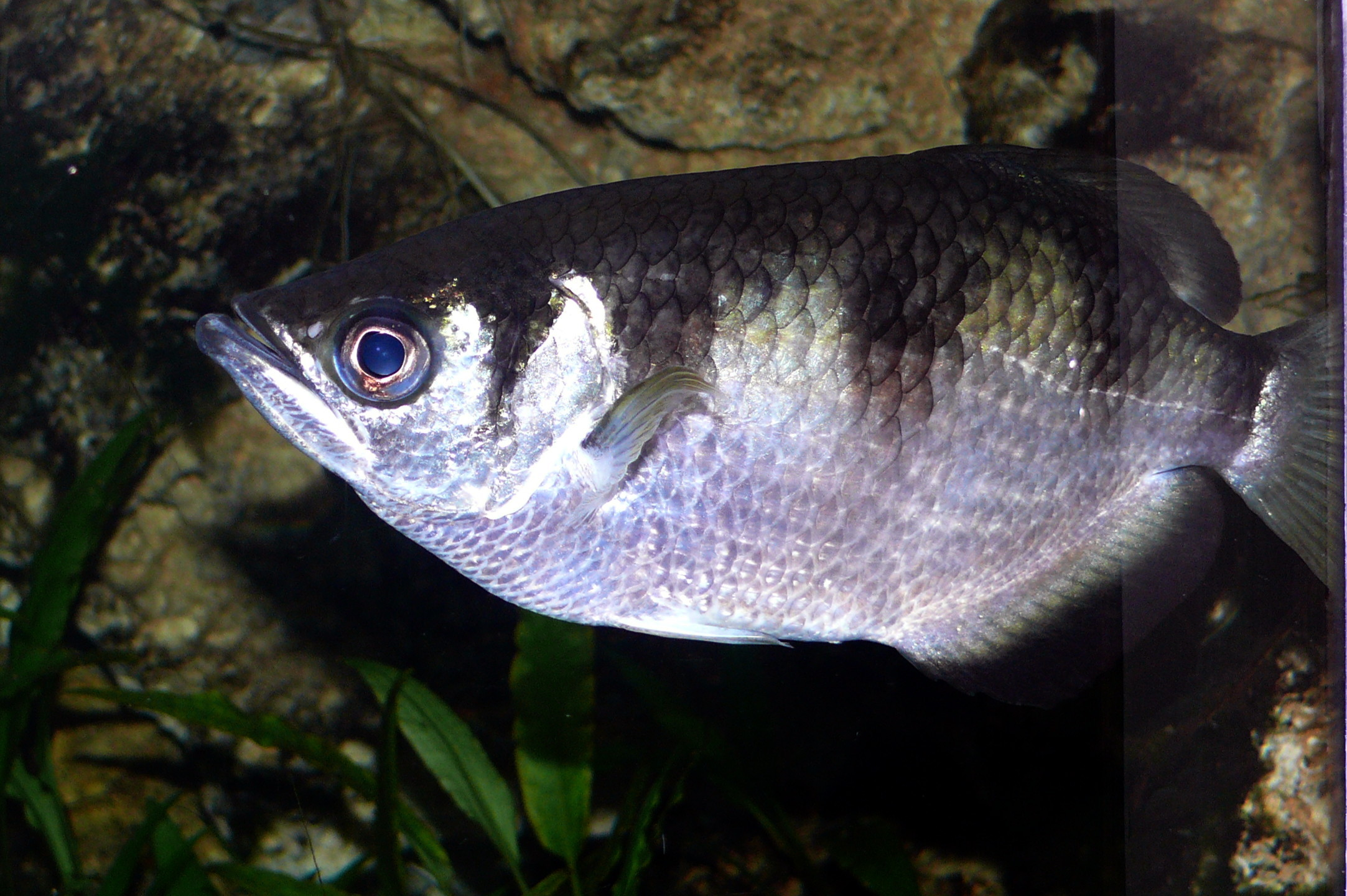
különböző
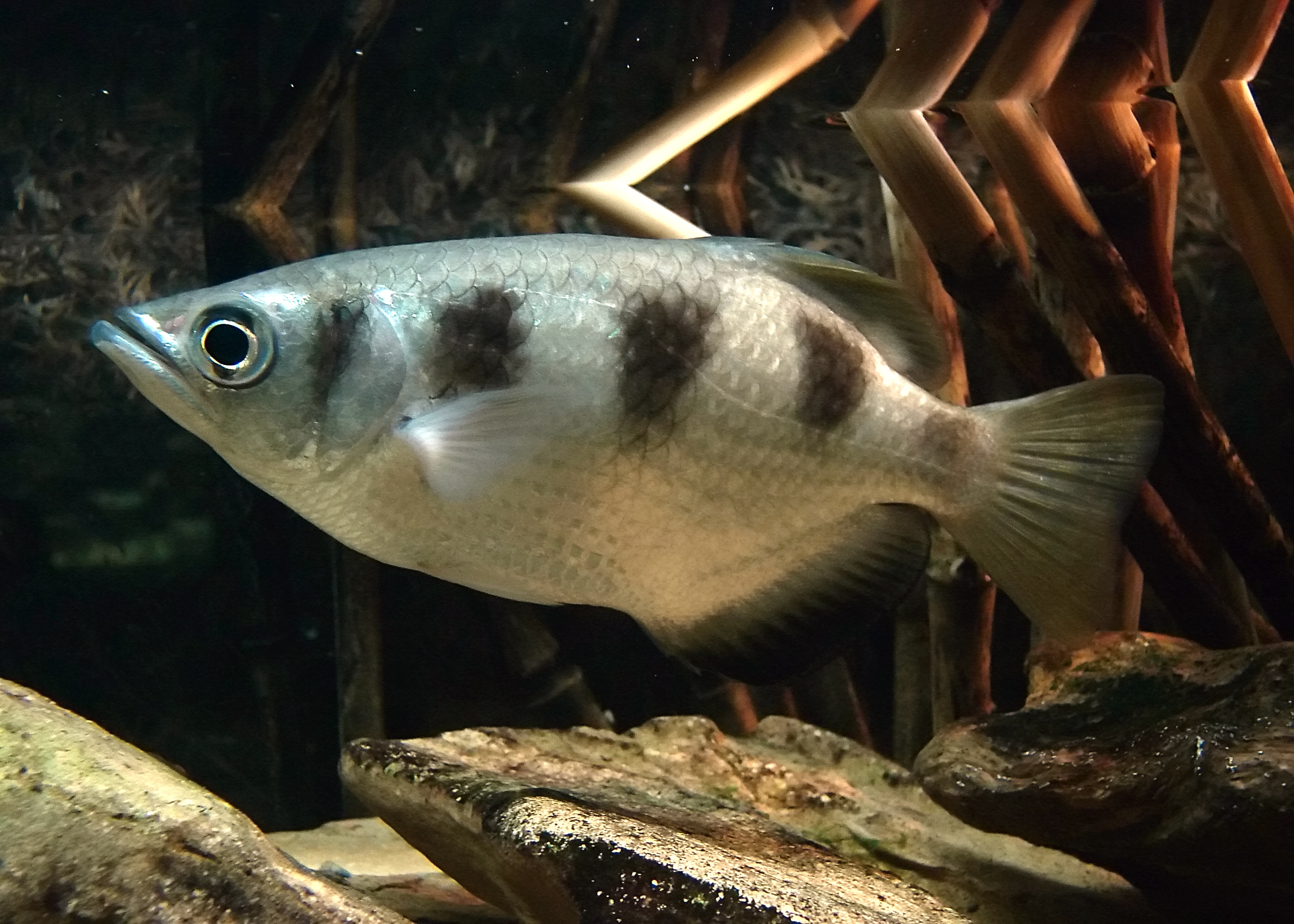
akváriumokban
rajokban úszva
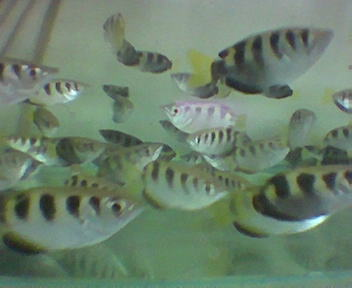
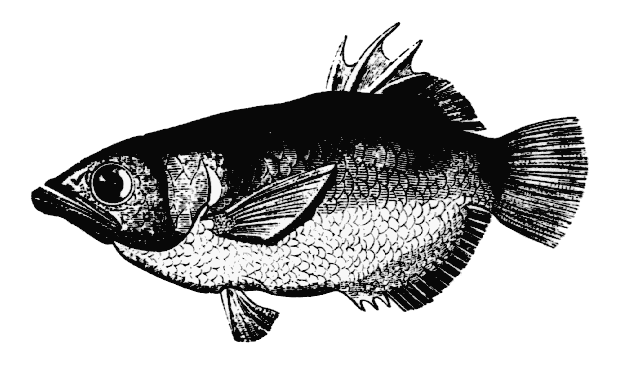
rajz a halról